# Municipio de Valley (condado de Hutchinson)
El municipio de Valley (en inglés: Valley Township) es un municipio ubicado en el condado de Hutchinson en el estado estadounidense de Dakota del Sur. En el año 2010 tenía una población de 175 habitantes y una densidad poblacional de 1,88 personas por km².

## Geografía
El municipio de Valley se encuentra ubicado en las coordenadas 43°17′57″N 97°27′36″O / 43.29917, -97.46000. Según la Oficina del Censo de los Estados Unidos, el municipio tiene una superficie total de 92.95 km², de la cual 92,95 km² corresponden a tierra firme y (0 %) 0 km² es agua.

## Demografía
Según el censo de 2010, había 175 personas residiendo en el municipio de Valley. La densidad de población era de 1,88 hab./km². De los 175 habitantes, el municipio de Valley estaba compuesto por el 93,71 % blancos, el 6,29 % eran de otras razas. Del total de la población el 6,29 % eran hispanos o latinos de cualquier raza.